# Bolska
Bolska – rzeka w centralnej części Słowenii, prawy dopływ Savinji. Ma długość 32 km, powierzchnie zlewni 190 km² i średni przepływ wynoszący 3,84 m³/s.

## Przebieg i opis

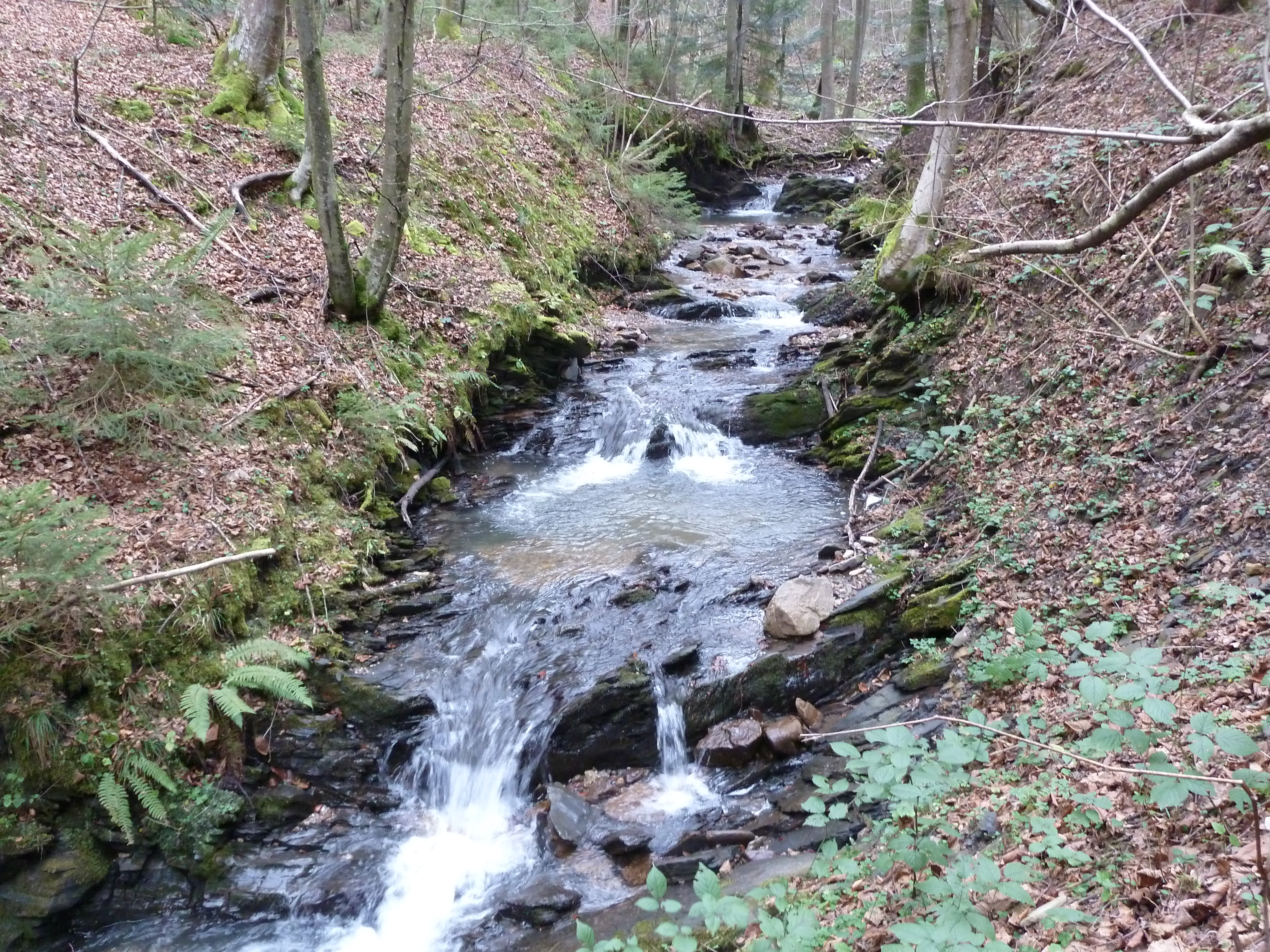
Rzeka Bolska w górnym biegu koło miejscowości Trojane

W górnym biegu aż do Vranska Bolska jest typowym potokiem rwącym się o stosunkowo dużym spadku (32,2 ‰) i licznymi krótkimi dopływami z bocznych wąwozów; w środkowym i dolnym biegu jego nachylenie zmniejsza się do 4–6 ‰. Rzeka ma swój początek w północnej części gór Posavje, płynie do wsi Trojane wąwozem w kierunku południowo-wschodnim, a następnie skręca na wschód i północny wschód. Na tym odcinku doliną rzeki przebiega trasa europejska E57, która ze względu na brak miejsca w dolinie, na znacznym odcinku przebiega dwoma tunelami i kilkoma wiaduktami.
We wsi Zajasovnik rzeka skręca ostro na wschód i wąską doliną przecina północny stok antykliny trojańskiej. W tym miejscu potok Zaplaninščica wpływa do niej z prawej strony. W miejscowości Ločica rzeka na krótko wpada do synkliny Motnišnicy (tu łączy się z nią Motnišnica z lewej strony) i przez krótki, niewyraźny wąwóz przedostaje się do najbardziej na zachód wysuniętej części doliny Dolnej Savinji w pobliżu Vranska. Z lewej strony wpływa do niej dopływ Merinščicy, w miejscowości Brode przecina krótkie zwężenie i stąd płynie szeroką doliną. W okolicach miejscowości Ojstriška vas do rzeki uchodzi Kučnica.
W okolicach wsi Grajska vas rzeka przyjmuję lewy i prawy dopływ (Konjščica i Trnavca). Następnie w okolicach miejscowości Sveti Lovrenc do rzeki uchodzi ostatni większy dopływ, czyli Reka. Ostateczne rzeka kilkadziesiąt metrów dalej wpada do Savinji niedaleko miasta Žalec.

## Ochrona przyrody
Bolska to rzeka stosunkowo bogata w ryby, idealna do wędkarstwa sportowego od miejsca powyżej ujścia do Motnišnicy aż do ujścia. W związku z poważnym zanieczyszczeniem rzeki w kwietniu 2014 r., do odwołania wprowadzono zakaz połowu ryb w rzece.
Część rzeki jest wpisana do programu Natura 2000. Rzeki jest siedliskiem dla sześciu gatunków ryb łowionych sportowo.